# Университет Джавахарлала Неру
Университе́т Джавахарла́ла Не́ру (англ. Jawaharlal Nehru University) — государственный исследовательский университет в городе Дели, Индия. В университете обучается около 5500 студентов и работают около 550 преподавателей. В состав университет входят десять школ.
Университет был учреждён в 1969 году парламентским декретом и назван в честь первого премьер-министра Индии Джавахарлала Неру. Инициатором создания вуза выступили дочь Неру, Индира Ганди, и Г. Партхасаратхи, занявший после учреждения университета пост вице-ректора.
На протяжении десятков лет здесь преподавал видный индийский специалист по европейской и российской истории Мадхаван Кежкепат Палат. Его научная и исследовательская деятельность способствовала пониманию истории, культуры, литературы и общественной жизни России.
В 2012 году почётным доктором университета стал президент России Дмитрий Медведев.

## Выпускники
- Бхаттараи, Бабурам — непальский революционер и марксистский теоретик.
- Джанвиджай, Анил — индийский поэт, переводчик, редактор, блогер.
- Зейдан, Али — ливийский политик и дипломат.
- Нараин, Винит — индийский журналист и антикоррупционный активист.

## Сотрудничество с Россией и исследования русской культуры
- При открытии Университета в 1969 году к нему был присоединён академический Институт русистики (Institute of Russian Studies, создан 14 ноября 1965 года), переименованный в Центр русских исследований. Этот Центр является одним из самых старых и крупных аналогичных научных и образовательных центров в Азии. В настоящее время его представляют такие исследователи, как Ранджана Банерджи, Аруним Бандйопадхиай, Йогеш Кумар Рай, Киран Сингх Верма, Рича Савант, Сону Саини, Манурадха Чаудхари и др. В Центре учатся более 350 студентов и аспирантов. Учёные ведут исследовательские работы по русскому языку, литературе, культуре и истории России.
- 5 мая 2015 года состоялось подписание Меморандума о взаимопонимании с Национальным исследовательским Томским государственным университетом, целью которого является научно-образовательное сотрудничество.